# Сысуев, Сергей Григорьевич
Серге́й Григо́рьевич Сысу́ев (3 июля 1915, Болгар, Спасский уезд, Казанская губерния, Российская империя — 30 октября 2009, Йошкар-Ола, Марий Эл, Россия) — советский военный деятель. Участник советской-финляндской войны (1939—1940): кавалерист, командир отделения. В годы Великой Отечественной войны — начальник разведки 48 гвардейского отдельного миномётного дивизиона на Закавказском фронте и командир миномётной батареи 43 гвардейского миномётного полка на 1 и 2 Белорусском фронтах, гвардии старший лейтенант. Трижды кавалер ордена Отечественной войны II степени. Член ВКП(б) с 1943 года.

## Биография
Родился 3 июля 1915 года в г. Болгаре ныне Республики Татарстан в семье крестьян-середняков, занимавшихся извозом. Окончил школу I ступени, работал учеником столяра, столяром-плотником. Затем стал работать в колхозе, окончил курсы пчеловодов, стал помощником заведующего пасекой. В 1933 году приехал в Ярославль работать изолировщиком на завод синтетического каучука. Через год поступил на курсы токарей, которые были организованы в механическом техникуме Главкаучука, после чего стал работать токарем в этом техникуме.
В декабре 1937 года призван в РККА. Служил в кавалерии в Житомире, был направлен на учёбу в полковую школу младших командиров, через 9 месяцев сдал экзамены и был оставлен в полковой школе командиром отделения. В 1938 году дивизию передислоцировали в город Славуту, ближе к границе, вскоре их кавалерийский корпус по тревоге был переброшен на границу с Польшей. Участник советско-финляндской войны. В октябре 1940 года демобилизовался. Вернулся Йошкар-Олу, работал в горбыткомбинате слесарем по ремонту весов.
В августе 1941 года вновь призван в Красную Армию. Участник Великой Отечественной войны: был направлен в новые войска реактивных миномётов «Катюш». Первый бой принял в осаждённой Одессе в октябре, участвовал в боях на Южном фронте с августа 1941 по июнь 1942 года старшиной батареи, затем начальником разведки; на Закавказском фронте с июня 1942 по февраль 1943 года начальником разведки; на Северо-Кавказском фронте с февраля по декабрь 1943 года начальником разведки 48 гвардейского отдельного миномётного дивизиона, с декабря 1943 по май 1945 года начальником разведки и командиром миномётной батареи 43 гвардейского миномётного полка на 1-м и 2-м Белорусском фронтах. В 1943 году вступил в ВКП(б). Воевал в Крыму, на Украине, Ростовской области, на Кубани, на Кавказе, освобождал Белоруссию, Польшу, Восточную Пруссию, Германию. Закончил войну в городе Рибнице на берегу Балтийского моря в звании гвардии старшего лейтенанта. Был на передовой линии боевых порядков пехоты, ни разу не был ранен, но дважды был контужен, терял слух и речь. По окончании войны был направлен на курсы совершенствования командного состава в Москву, но из-за ухудшения состояния здоровья от учёбы отказался. В январе 1946 года был уволен в запас. Награждён орденами Отечественной войны II степени (трижды), Красной Звезды (дважды) и медалями.
В 1949 году приехал в г. Йошкар-Олу Марийской АССР: начальник отдела инкассации Госбанка, заведующий кассой в банке. С 1951 года — начальник караульной службы Марийского машиностроительного завода, ударник коммунистического труда, парторг отдела. В 1950 году окончил 6 классов заочной средней школы. В 1975 году вышел на заслуженный отдых.
В 1986 году в Марийском книжном издательстве на основе своего фронтового дневника издал книгу воспоминаний о боевом пути гвардейцев дивизиона «Катюш» «Ракетчики».
Скончался 30 октября 2009 года в Йошкар-Оле Марий Эл.

## Награды
- Орден Отечественной войны II степени (27.08.1944, 31.03.1945, 06.04.1985)[2][3][4][9]
- Орден Красной Звезды (23.02.1942, 16.11.1944)[2][3][4]
- Медаль «За оборону Одессы»[2][3][4]
- Медаль «За оборону Кавказа» (14.12.1944)[2][3][4]
- Медаль «За победу над Германией в Великой Отечественной войне 1941—1945 гг.»[2][3][4]
- Медаль «За взятие Кёнигсберга»[2][3][4]
- Медаль «За доблестный труд. В ознаменование 100-летия со дня рождения Владимира Ильича Ленина»

## Память
Некоторые документы С. Г. Сысуева ныне хранятся в Музее истории города Йошкар-Олы. Так, его фронтовой дневник станет частью масштабной экспозиции «Путь к победе», посвящённой подвигу солдат Красной армии в годы Великой Отечественной войны, которая откроется в преддверии 9 мая 2025 года в Музее Победы. В дневнике — фотографии, газетные вырезки и заметки из фронтовой жизни, написанные на отдельных листах, которые в 1945 году автор перенёс в трофейный немецкий блокнот.  